# Rossend Partagàs i Lluch
Rossend Partagàs i Lluch (Barcelona, 11 de març de 1888 - Barcelona, 15 de febrer de 1945) fou un industrial i col·leccionista català.

## Barcelona
Rossend Partagàs va néixer al carrer Dormitori de Sant Francesc de Barcelona, fill de Rossend Partagàs i Carbonell (*-1921) i d'Elvira Lluch i Cantarell (1859-1925), ambdós de Barcelona.
De gran formació humanista, fou amic de nombrosos artistes i tractadistes d'art, entre els quals destacaren Alexandre Plana, Francesc Gimeno, Isidre Nonell, Ricard Opisso, Iu Pascual, Joan Junceda, J. F. Ràfols i Rafael Benet.
Es dedicà al col·leccionisme de pintura, dibuix, monedes i llibres d'art i sempre mantingué els seus arxius a l'abast dels interessats. Va llegar la seva important col·lecció al Museu de Barcelona. Ramon Casas li va dedicar un retrat, avui conservat al MNAC. El seu llegat va ingressar el 1948 a la biblioteca del MNAC.

## Fons personal
Part del seu fons personal es conserva a l'Arxiu Fotogràfic de Barcelona. Rossend Partagàs, com a col·leccionista, va reunir una gran quantitat de postals de temàtica variada. Un gruix important té com a centre d'interès la ciutat de Barcelona, la resta fa referència a indrets d'Espanya, França i Itàlia. Moltes postals són enviades com a correspondència per amistats o familiars a Rossend Partagàs i altres són reunides per ell mateix. Destaquen les dels editors Àngel Toldrà Viazo i Hauser y Menet. La resta de material són fotografies, la major part de les quals presentades en 4 àlbums. Un dels àlbums aplega vistes de paisatges, patrimoni arquitectònic i festes populars, principalment de la zona de Castellterçol, però també de Valldoreix, Sant Cugat, Hospitalet, Tiana, Montalegre, Cardedeu, Sant Julià d'Alfou i Barcelona. Són fotografies de 1915 en les quals s'identifica Rossend Partagàs. Un altre àlbum és sobre Barcelona. Es troben referències a actes ciutadans, polítics, religiosos del moment i també vistes de la ciutat.